# Cablevisión (Paraguay)
Cablevisión fue una compañía argentina afincada en Paraguay y operada por el Grupo Clarín. En julio del 2012 el Grupo Clarín le vendió las acciones que poseía de Cablevisión Paraguay a Tigo, la transacción de compra ronda los USD 150 millones. En Paraguay ofrecía servicios de televisión por cable e Internet a través de su marca Fibertel. En finales de noviembre Tigo (quien compró Cablevisión Paraguay), obtiene la licencia para operar Cablevisión llamado después Tigo Star Paraguay. Actualmente, el legado de Cablevisión y Fibertel, lo está tomando Personal y Flow (antes Personal TV), tras la fusión de Cablevisión y Telecom.
En Asunción ofrecía su servicio de televisión por cable digital. En el Gran Asunción el servicio se encontraba totalmente digitalizado desde mediados del 2006 y emitió a través del estándar de televisión digital codificada DVB-C con programación opcional en Alta Definición. Operaba además un canal de cable propio que integra su lista de señales, con programación propia y la exclusividad del fútbol local llamado Unicanal. 